# Шимкович, Андрей Леонтьевич
Андрей Леонтьевич Шимкович (30 ноября 1900 — 8 августа 1944) — генерал-майор танковых войск (1943) Рабоче-крестьянской Красной Армии, участник Гражданской и Великой Отечественной войн.

## Биография
Родился в 1900 году в Рогачёве. В 1912 окончил церковно-приходскую школу. С ноября 1917 в отряде Красной гвардии при Брянском заводе, в 1918 вступил в {{Рабоче-крестьянская Красная Армия|Рабоче-крестьянскую Красную Армию]]. С мая 1919 курсант 8-х Екатеринославских пехотных курсов комсостава. Будучи красноармейцем, участвовал в боях Гражданской войны против войск Петлюры, Деникина и Булак-Балаховича. С июля по ноябрь 1919 находился в плену у деникинцев. С ноября 1919 красноармеец батальона ГубЧК. Член ВКП(б) с 1920.
С марта 1920 курсант 1-х Московских пехотных курсов РККА. С сентября 1920 командир роты 1-го и 2-го запасных полков, 59-го полка 7-й стрелковой дивизии и революционного трибунала 7-й дивизии.
С февраля 1922 слушатель Харьковской пехотной школы комсостава. С сентября 1922 командир 2-й отдельной Павлоградской роты ЧОН. С августа 1924 исполнял должность окружного военкома Павлоградского окружного военкомата. С июля 1926 помощник окружного военкома. С декабря 1926 помощник начальника штаба 132-го полка 44-й стрелковой дивизии. С мая 1928 начальник учебной мобчасти Волынского окружного военкомата. С июля 1928 исполнял должность окружного военкома Волынского окрвоенкомата. С января 1931 помощник начальника 2-го отдела штаба Украинского ВО. С июля 1931 по март 1933 в долгосрочной командировке в Германии.
С марта 1933 помощник начальника 5-го сектора Генерального штаба РККА. С октября 1933 слушатель Военную академию механизации и моторизации РККА имени И. В. Сталина (окончил в 1938). 23 ноября 1938 назначен командиром 8-го легкотанкового полка. С 5 июля 1940 – командир 19-й легкотанковой бригады. 12 марта 1941 назначен заместителем командира 27-й танковой дивизии 17-го механизированного корпуса.
С первого дня Великой Отечественной войны находился в действующей армии. Участвовал в приграничных сражениях РККА и боях в районе Барановичей и Ново-Борисова.
С 14 августа 1941 в распоряжении Главного управления кадров. 29 августа 1941 командиром 3-й танковой бригады, Участвовал в боях в районе Павловки и  Белоцерковки в ходе Киевской оборонительной операции. 20 сентября был тяжело ранен в левую руку (с раздроблением кости).
С 20 мая 1942 года служил начальником 2-е Ульяновского танкового училища. С января 1943 начальник управления военно-учебных заведений бронетанковых и механизированных войск. 7 февраля 1943 года ему было присвоено звание генерал-майора танковых войск.
Скоропостижно скончался 8 августа 1944 года, похоронен на Новодевичьем кладбище Москвы.
Был награждён орденом Красного Знамени (08.04.1943), орденом Красной Звезды (24.06.1943) и медалью «XX лет РККА».